# Xiwengzhuang
Xiwengzhuang (kinesiska: 溪翁庄, 溪翁庄镇) är en köping i Kina. Den ligger i stadsdistriket Miyun i Pekings storstadsområde, i den norra delen av landet, omkring 71 kilometer nordost om stadskärnan. Antalet invånare är 19 811. Befolkningen består av 9 650 kvinnor och 10 161 män. Barn under 15 år utgör 10,0 %, vuxna 15-64 år 76 %, och äldre över 65 år 12,0 %.